# Kelen Ferenc (fotóművész)
Kelen Ferenc (1924. február 23. – Arad, 2017. augusztus 4.) aradi magyar  fotóművész, a Fotóművészek Nemzetközi Szövetségének (EFIAP) kiváló művésze.

## Életpályája
Kelen Ferenc az aradi fotográfia történetének meghatározó alakja volt. Nevéhez fűződik a 20. század elején alakult, de később megszűnt Aradi Fotóklub újraalakítása, ennek hosszú ideig elnöke is volt. A második világháború után megszervezte az első jelentős aradi nemzetközi fotószalont és számos más fotókiállítást. Sportszervezőként is tevékenykedett. Jellegzetes, „jó szemmel” készült fotóit nagyon sok ronmániai, magyarországi, ausztriai, németországi, izraeli tárlaton láthatták a nézők. Hosszú ideig az aradi magyar újság fotoriportere volt, de igazi hivatásának a művészi fotózást tekintette.

## Díjai
- EFIAP, AFIAP 1976
- Orbán Balázs magyar fotóművészeti nívódíj 1990
- „Euro Foto Art”-életműdíj, 2014[1]
- Arad Kiválósági Díja
- tiszteletbeli tagja a Székely Aladár Művésztelepnek